# Músser
Músser – miejscowość w Hiszpanii, w Katalonii, w prowincji Lleida, w gminie Lles de Cerdanya.
Według danych z 2005 roku miejscowość zamieszkiwały 44 osoby.